# محمد بن أحمد السديري
الأمير محمد بن أحمد بن محمد السديري، هو أمير وشاعر سعودي، ولد في سنة (1915) ومات في سنة (1979) تولى إمارة منطقة الجوف في سنة (1938)، وفي سنة (1945) أصبح أميراً على منطقة جازان، وبعد ذلك تولى إمارة منطقة الحدود الشمالية.

## نسبه وولادته
هو محمد بن أحمد بن محمد بن أحمد (الأول) بن محمد بن تركي بن محمد بن سليمان بن فوزان السديري، من السدارا، من البدارين، من آل زايد، من الدواسر. ولد سنة 1335هـ: تقريبا في الأفلاج حيث كان والده أميراً عليها، وعاش مع والده بعد ذلك في مدينة الغاط.

## تعليمه
تعلم في كتاب الغاط، حيث درس على معلم من أهل القصيم هو عبد الله الحصين، فقرأ وحفظ على يديه أجزاء من القرآن الكريم، كما درس عليه مبادئ القراءة والتوحيد والفقه، وهي العلوم التي كانت تدرس في الكتاتيب آنذاك. ثم طور ثقافته بنفسه من خلال مجالسته لأهل العلم والرواة الذين كانوا يرتادون مجلس والده.

## المناصب التي تولاها
لمع نجم الأمير محمد السديري منذ سنوات شبابه الأولى، وبرزت فيه المواهب القيادية، مما جعله موضع ثقة الملك عبد العزيز آل سعود ؛ فعينه أميراً على الجوف سنة 1357هـ وهو دون الخامسة والعشرين من عمره لمدة سبع سنوات، ثم أميراً على جازان لمدة أربع سنوات، ثم قائداً لقوات المجاهدين من أجل فلسطين لمدة عامين، ثم قاد الجيش السعودي في حرب اليمن، محافظاً على منطقة خط الأنابيب في منطقة الحدود الشمالية لمدة سبع سنوات، وأميراً على عرعر.
تفرغ بعدها لأعماله وشؤونه الخاصة، ثم اختير ليكون مشرفا على الحدود الجنوبية بمنطقة جازان من عام 1382ه حتى عام 1389ه. وخلال عمله كان له دور كبير في الأحداث التي دارت آنذاك، بعد ذلك تفرغ لشؤونه الخاصة متنقلاً بين بيوته ومزارعه في الطائف والقصيم.

## محمد السديري والشعر
اشتهر بالعديد من القصائد الشعرية من أبرزها قصيدة لا خاب ظني بالرفيق الموالي:

## أسرته وزوجاته
- الأميرة شريفة بنت عبد الله السلمان. والدة زيد.

- الأميرة نورة بنت ناصر أبانمي. والدة شيخة.

- الأميرة مها بنت سعود الشمري. والدة نورة.

- الأميرة نفلة الشعلان. والدة مشعل.

- الأميرة رجنا بنت شطي الرمالي الشمري. والدة خالد.

- الأميرة نوف بنت سلطان بن سطام الطيار. والدة تركي.

### الأبناء
- زيد. وله من الأبناء ياسمين، علياء، زياد، شريفة، سارة، نورة، وديمة.

- مشعل (كاتب في صحيفة الشرق الأوسط). وله من الأبناء سامي، سارة، ريما، دلال، ياسمين، والأميرة العنود (توفيت يوم الأحد 19 ربيع الثاني 1439هـ - 7 يناير 2018م،، وقد شيعت من مسجد فيصل المبارك، عقب صلاة الظهر، في مقبرة الرويس بجدة).[5][6]

- خالد. وله من الأبناء مشعل، شيماء، فيصل، العنود، نجود، ومحمد.

- تركي. وله من الأبناء محمد، نايف، نواف، عبد العزيز، ريما، نوف، وعبير.

- عبد الله. وله من الأبناء شروق، نواف، محمد، عبد العزيز، فهد، والجوهرة.

- سلطان. وله من الأبناء لين، سارة، نوف، نايف، ولمى.

- أحمد. وله من البنات لامة، سارة، ديانا، حصة، وعبير.

- يزيد. وله من الأبناء محمد، بدور، بدر، نورة، وفيصل.

- سلمان. وله من الأبناء فهد، خالد، العنود، وهالة.

- فهد. وله من البنات علياء، هيفاء، وريما.

- فيصل.

### البنات
- شيخة. متزوجة من الأمير محمد بن تركي بن أحمد السديري (أمير منطقة جازان سابقًا).

- نورة. متزوجة من اللواء الأمير مساعد بن خالد الأحمد السديري (متوفي).

- حصة. متزوجة من اللواء الشيخ محمد بن سلطان الطيار.

- الجوهرة.

- عفراء. زوجة الأمير تركي بن احمد بن تركي السديري.

- منيرة. متزوجة من اللواء طيار الأمير عبد العزيز بن خالد بن أحمد السديري.

- مها . زوجة صاحب السمو الملكي الأمير نايف بن عبد العزيز آل سعود.

- علياء. متزوجة من اللواء الأمير تركي بن مساعد السديري.

- ريما. كانت متزوجة من الأمير أنور بن فواز الشعلان.

- أمل. متزوجة من الأمير طارق بن مساعد الأحمد السديري.

- عبير. والدة عبدالعزيز السدحان رحمة الله.

## مؤلفاته
1. (أبطال من الصحراء): كتاب أبطال من الصحراء سيرة أدبية تاريخية. يستهدف محمد السديري من خلال هدا الكتاب البحث المتأني والعميق لأوضاع قبائل البادية من خلال نماذج متميزة من رجالاتها الذين كان لهم دور متميز في الحياة وحضور كبير بين قبائلهم ولدى القبائل الأخرى. وتعكس هذه النماذج صوراً حية عن حياة البادية وعلاقات القبائل بعضها ببعض من خلال غزواتها وحروبها وأيام صفائها المشفوعة بالكثير من التحالفات القبلية التي تقرر الكثير من مجريات الأحداث في هذه البلاد المنعزلة عن الدنيا حينذاك، وإن كانت تربط بالأمة الإسلامية من حيث كونها أقرب بقاع الدنيا إلى مهد الرسالة المحمدية ومهبط الوحي وإلى التربة الطاهرة التي استقر فيها الجسد العظيم لرسول الأمة ونبيها وهاديها إلى طريق النور.[7]
2. (الدمعة الحمراء).[8]، قد أعاد نشره بتصرف طلال عثمان السعيد يحمل نفس الاسم الدمعة الحمراء لأن العين حين تنتهي دمعاتها البيضاء أو الزرقاء كما نسميها نحنُ أهل البادية تكون العين مجبرة على البكاء؛ فإنها لن تجد غير الدموع الحمراء لتذرفها.[9]
3. (الحداوي: هكذا يقول الأجداد على صهوات الجياد): يقع في مجلدين، ونُشر عام 1430هـ.[1]، وهو من تأليفه، وتحقيق سليمان بن محمد الحديثي الذي افرده بجزئين عن الأحديات حيث يود المؤلف المناسبة، ومن ثم يشرح الألفاظ متحدثاً عن الشخصيات وذكر الكثير من ألقابهم وقبائلهم.[10]
4. (الملحمة الشعبية): قصيدة سياسية مطولة تبلغ 131 بيتاً.[11]
5. (الملحمة الزايدية): قصيدة مطولة في الحكمة، وفي الفخر وتبلغ 158 بيتاً.
6. (ملحمة عكاظ): قصيدة مطولة تبلغ 194 بيتاً، يفتخر فيها بتاريخ العرب والصحابة والملك عبد العزيز.[12]
7. (مرويات الأمير محمد الأحمد السديري) صدر من جزء واحد عام 1434هـ جمعه وعلق عليه الباحث سليمان الحديثي.[13]
8. (الديوان الكامل للأمير محمد الأحمد السديري): صدر عام 1436هـ بإشراف يزيد بن محمد السديري وجمع وتعليق سليمان الحديثي.[14]

## انظر ايضاً
- خالد بن أحمد السديري
- عبد العزيز بن أحمد بن محمد السديري

## وصلات خارجية
- استحضار شخصية الأمير الشاعر محمد الأحمد السديري بجامعة القصيم.